# (28133) Kylebardwell
(28133) Kylebardwell est un astéroïde de la ceinture principale d'astéroïdes.

## Description
(28133) Kylebardwell est un astéroïde de la ceinture principale d'astéroïdes. Il fut découvert le 26 septembre 1998 à Socorro (Nouveau-Mexique) par le projet LINEAR. Il présente une orbite caractérisée par un demi-grand axe de 2,21 UA, une excentricité de 0,13 et une inclinaison de 2,5° par rapport à l'écliptique.

## Compléments